# Sottovento
Sottovento è una definizione dipendente dalla provenienza del vento ed è un concetto relativo,
vale a dire che ha significato la frase "l'oggetto A è sottovento all'oggetto B", cioè "l'oggetto A è investito dal vento dopo l'oggetto B". Non ha quindi significato l'affermare "l'oggetto A è sottovento" in quanto tale definizione non ha valore assoluto.
Al sottovento corrisponde un sopravento: gli oggetti o le zone sopravento sono quelli che sono colpiti prima dal vento rispetto ad altre.
È d'uso abbastanza comune definire un oggetto sottovento quando esso è riparato da un altro oggetto che si trova sopravento (ad esempio un'imbarcazione in rada protetta dal vento).